# Provincia di San Juan
La provincia di San Juan è una delle province dell'Argentina, situata nella parte nordoccidentale del Paese confina a nord ed est con la provincia di La Rioja, a sud-est con la provincia di San Luis e a sud con quella di Mendoza. A ovest confina con il Cile.

## Geografia
Questa provincia argentina, appartenente al nord della regione del Cuyo, si caratterizza per possedere la maggior parte del suo territorio di tipo montagnoso, facente parte della elevata cordigliera delle Ande; le montagne le danno un clima continentale semiarido, con fertili oasi da dove provengono eccellenti frutti, pomodori, uve ed eccellenti vini e, grazie ai suoi grandi oliveti, olio di oliva, oltre a noci.
Nell'estremo sudorientale, il territorio e più basso e si formano grossi bacini lacustri come le Lagune di Guanacache; queste lagune, condivise con le vicine province di Mendoza e San Luis, dagli inizi del secolo XX sono state disseccate in larga misura a causa della deforestazione e dell'uso irrazionale dell'acqua dolce. Gran parte dell'acqua dolce è utilizzata nel settore minerario da imprese straniere per estrarre l'oro, il rame, l'uranio e altri minerali dei quali è ricchissima questa provincia argentina; questo avviene sotto l'autoproclamato "governo nazionale e popolare" provinciale del populista e peronista "FPV".
È in grande crescita il turismo, richiamato dalle bellezze naturali di questa zona e in particolare del Parco Provinciale Ischigualasto che è stato dichiarato Patrimonio dell'umanità dall'UNESCO, insieme al Parco nazionale Talampaya.

## Galleria d'immagini

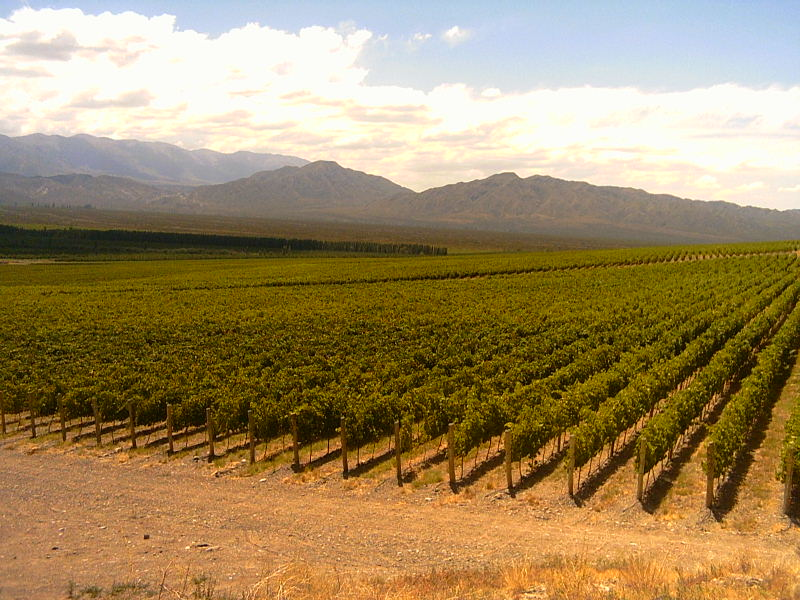
Vigneti a San Juan
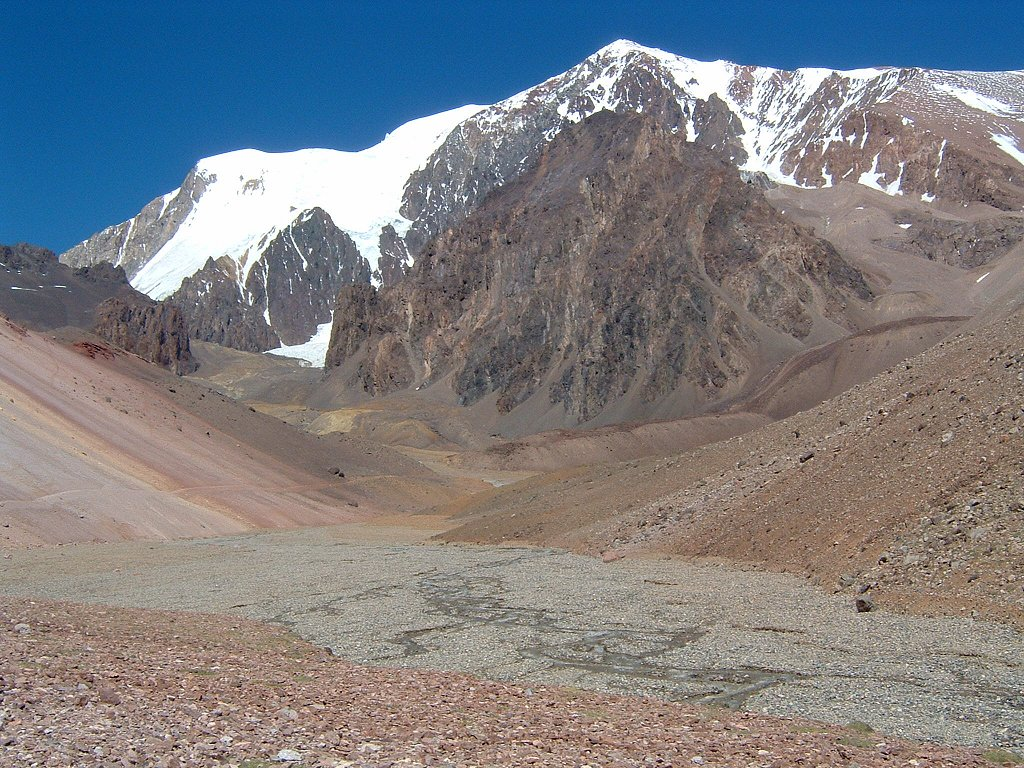
Cordigliera delle Ande, Cerro Mercedario
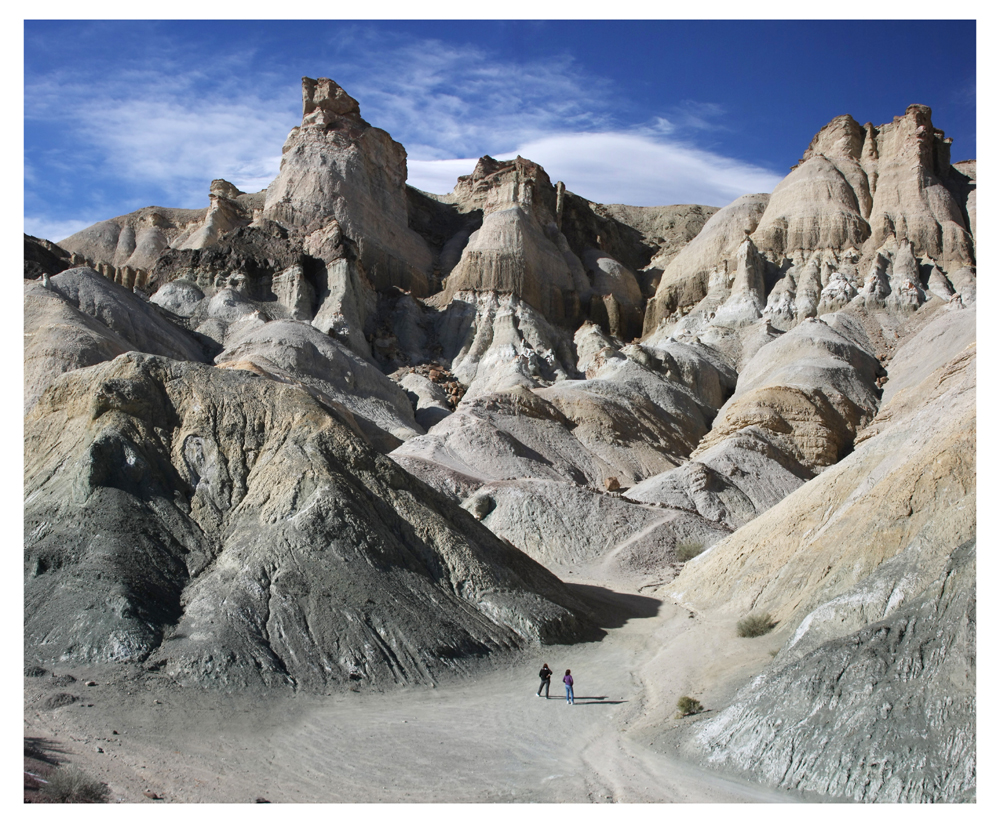
Cerro Alcázar Calingasta
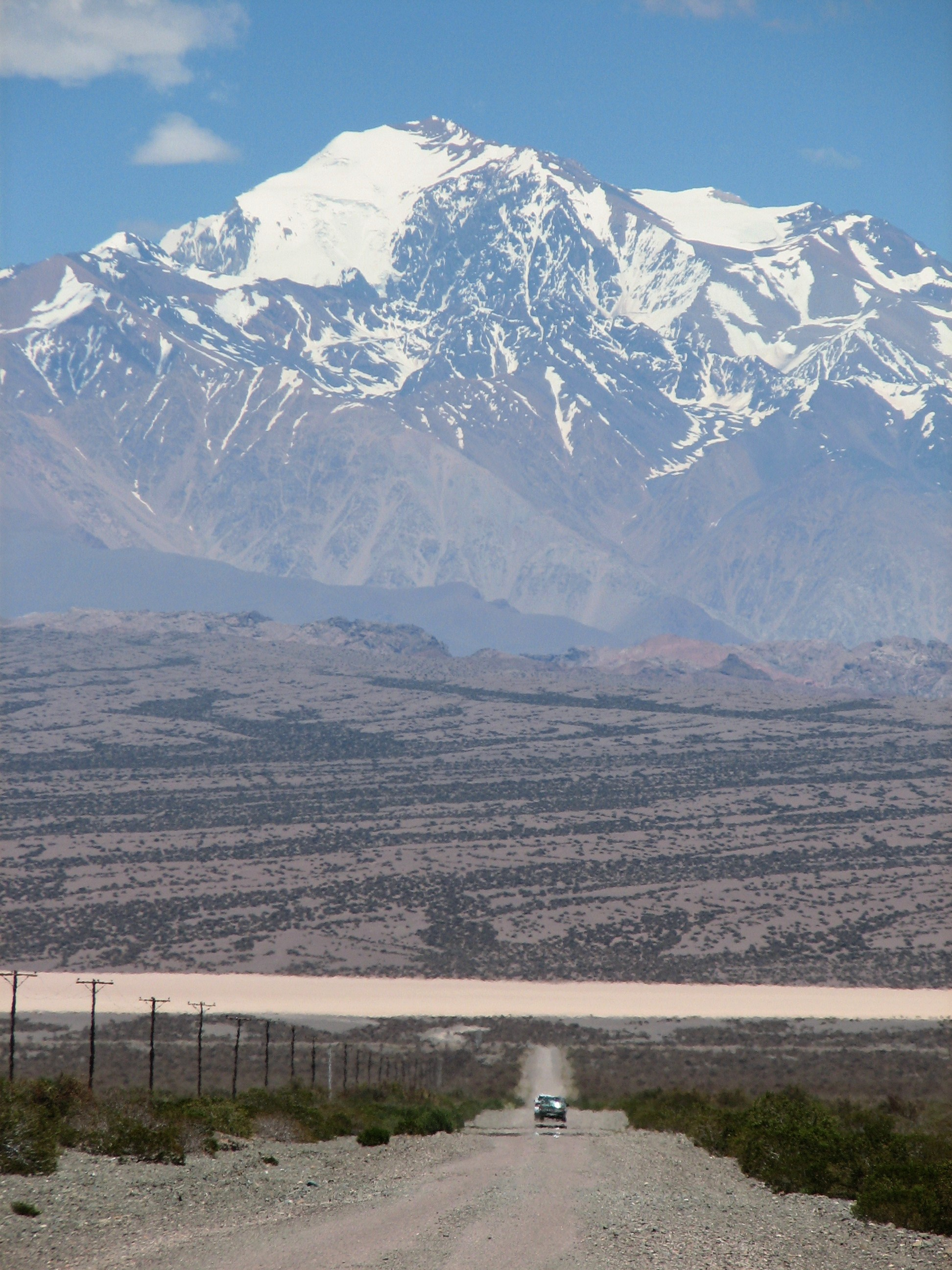
Cerro Mercedario, Dipartimento di Calingasta.
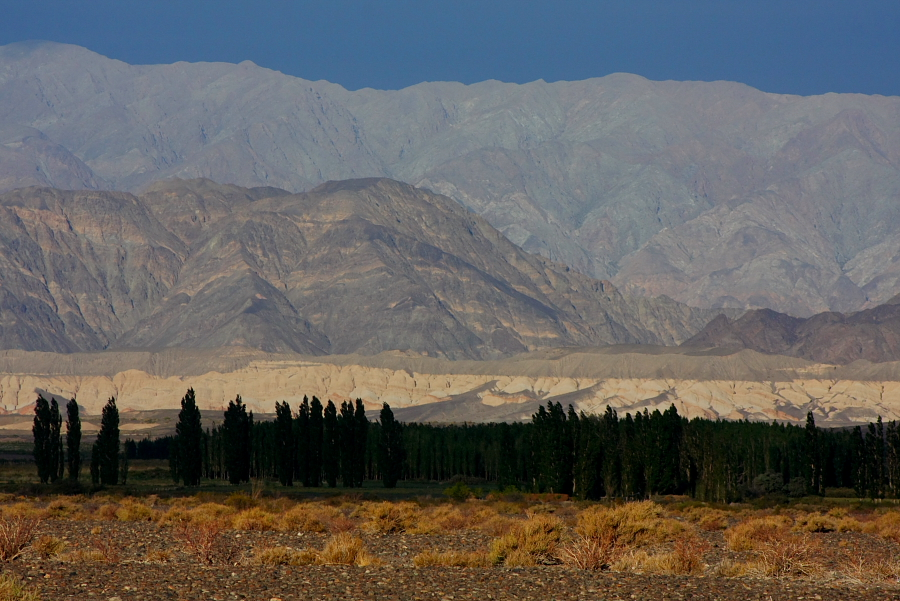
Veduta della Precordigliera nelle vicinanze di Rodeo, nel dipartimento Iglesia o Chiesa.
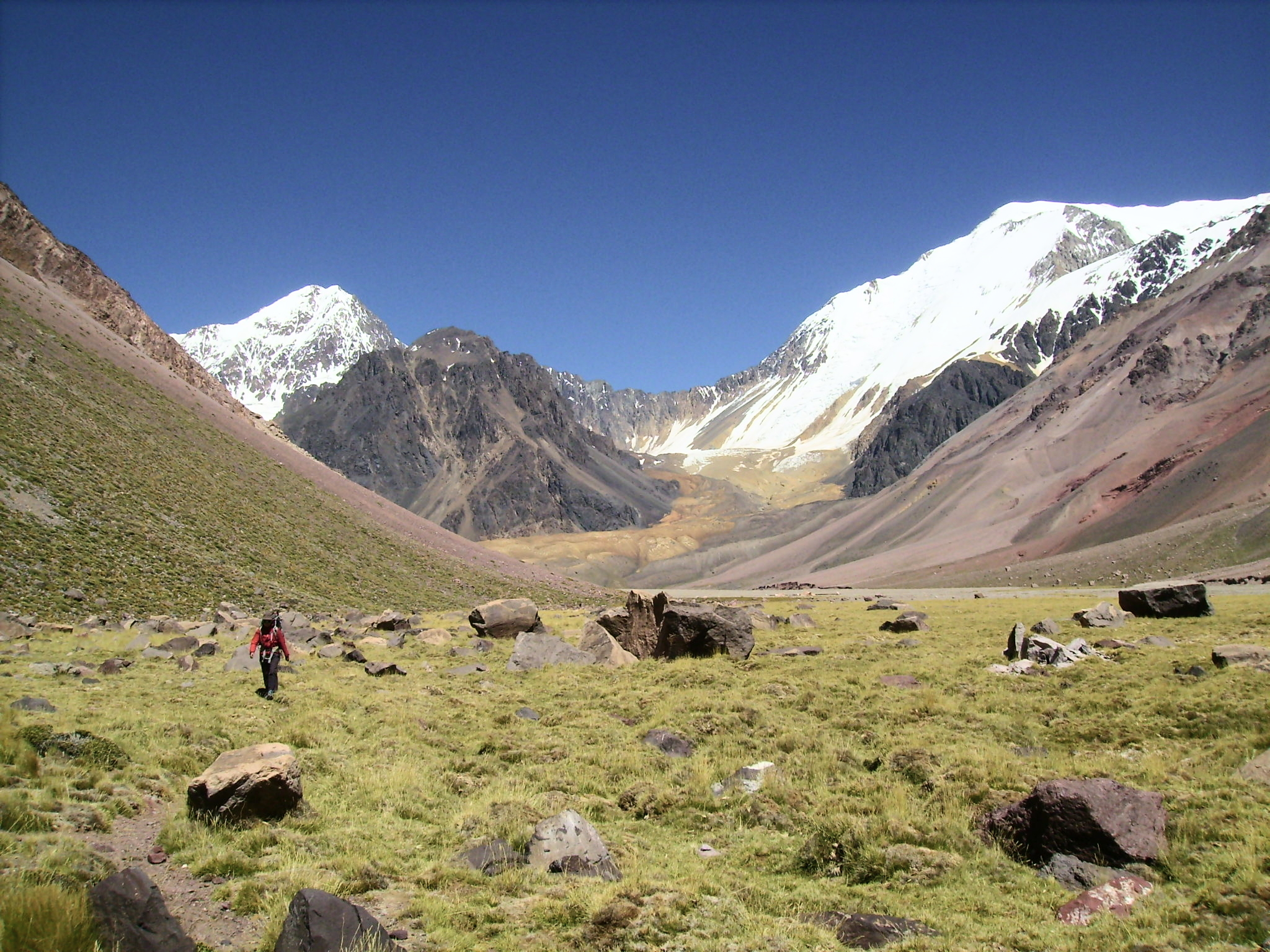
Valle Colorado e Cerro Mercedario, Calingasta
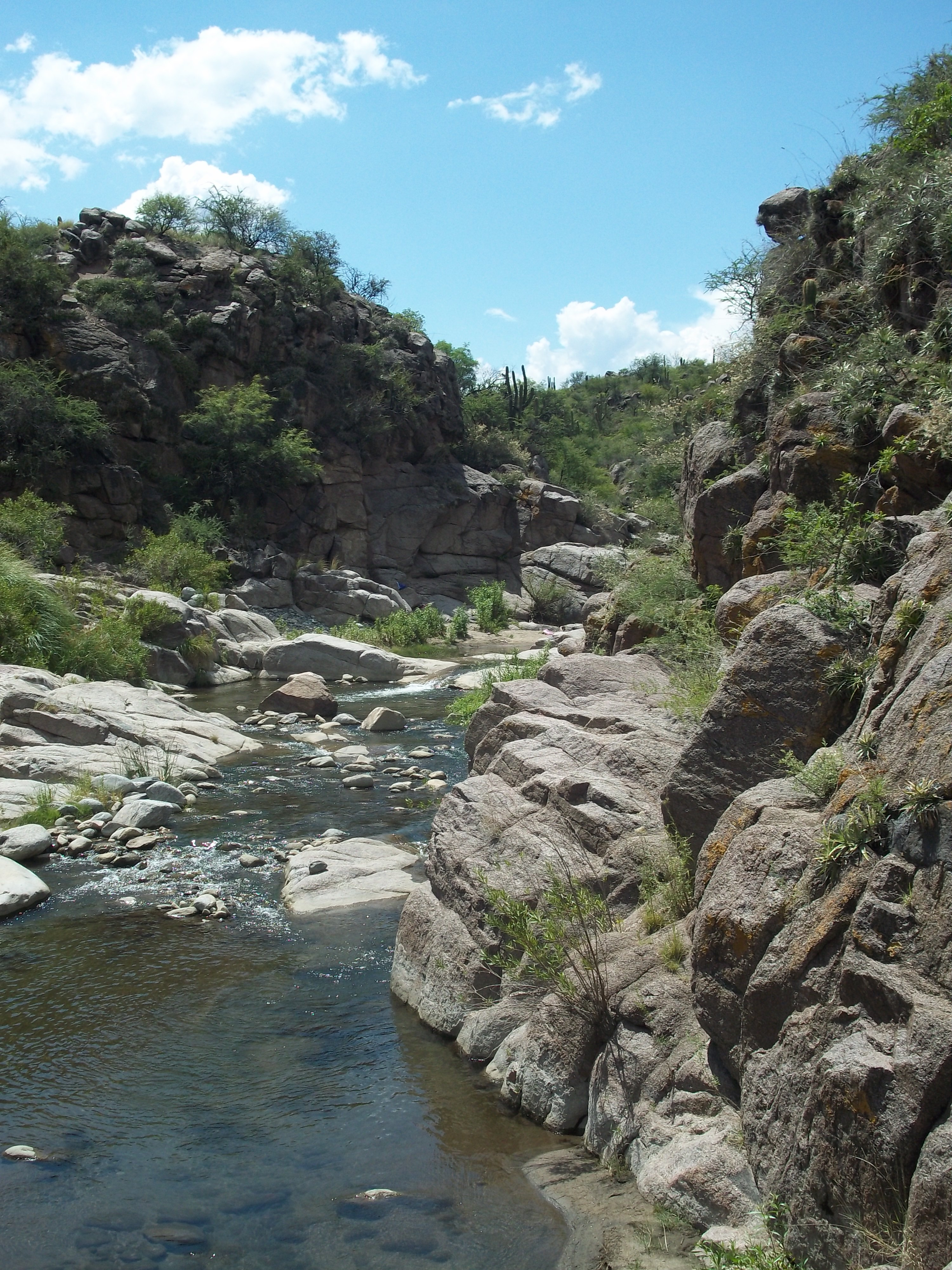
Paesaggio serripampeano nel dipartimento di Valle Fértil.
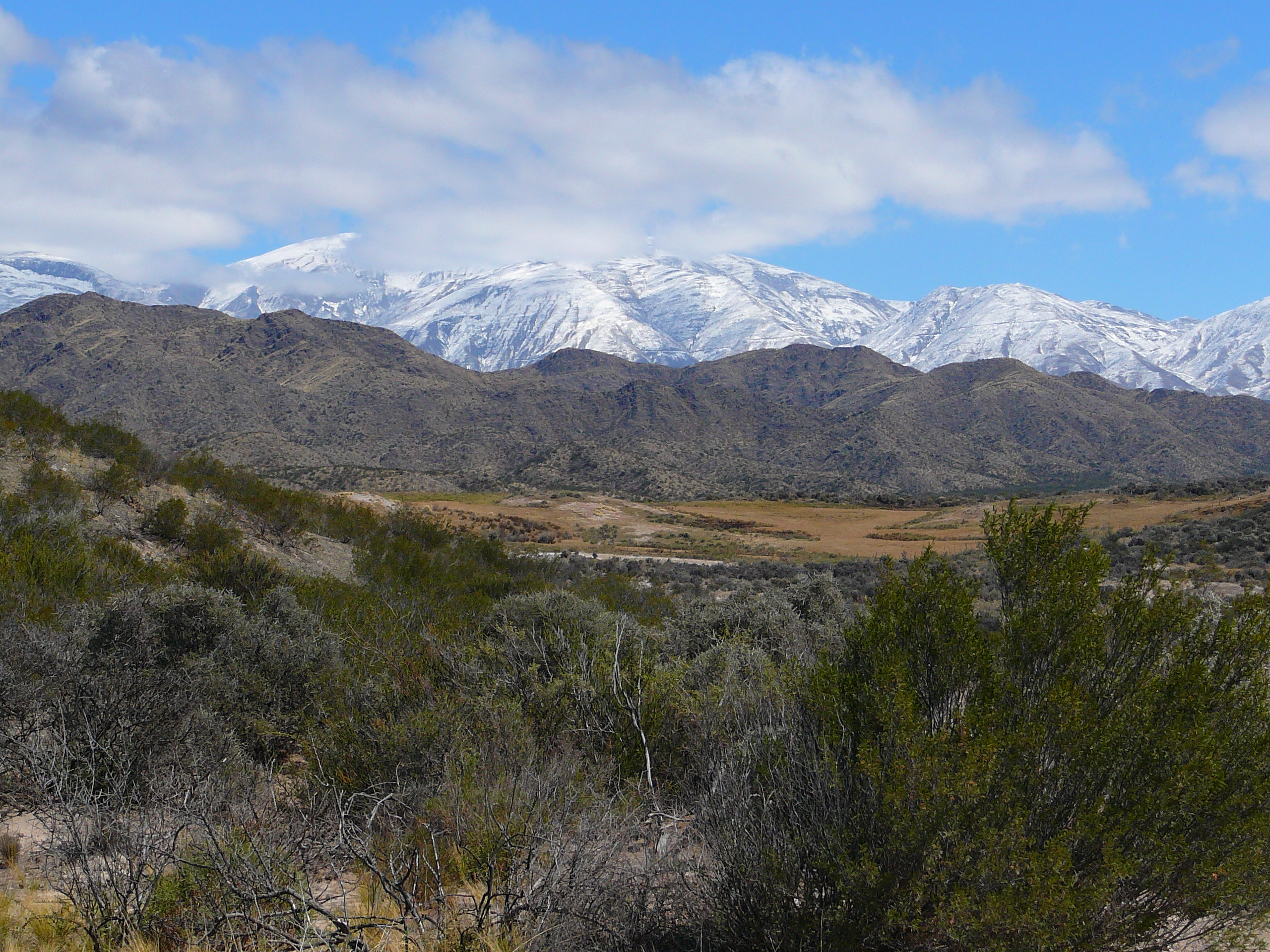
Sierra del Tontal, dipartimento di Zonda.
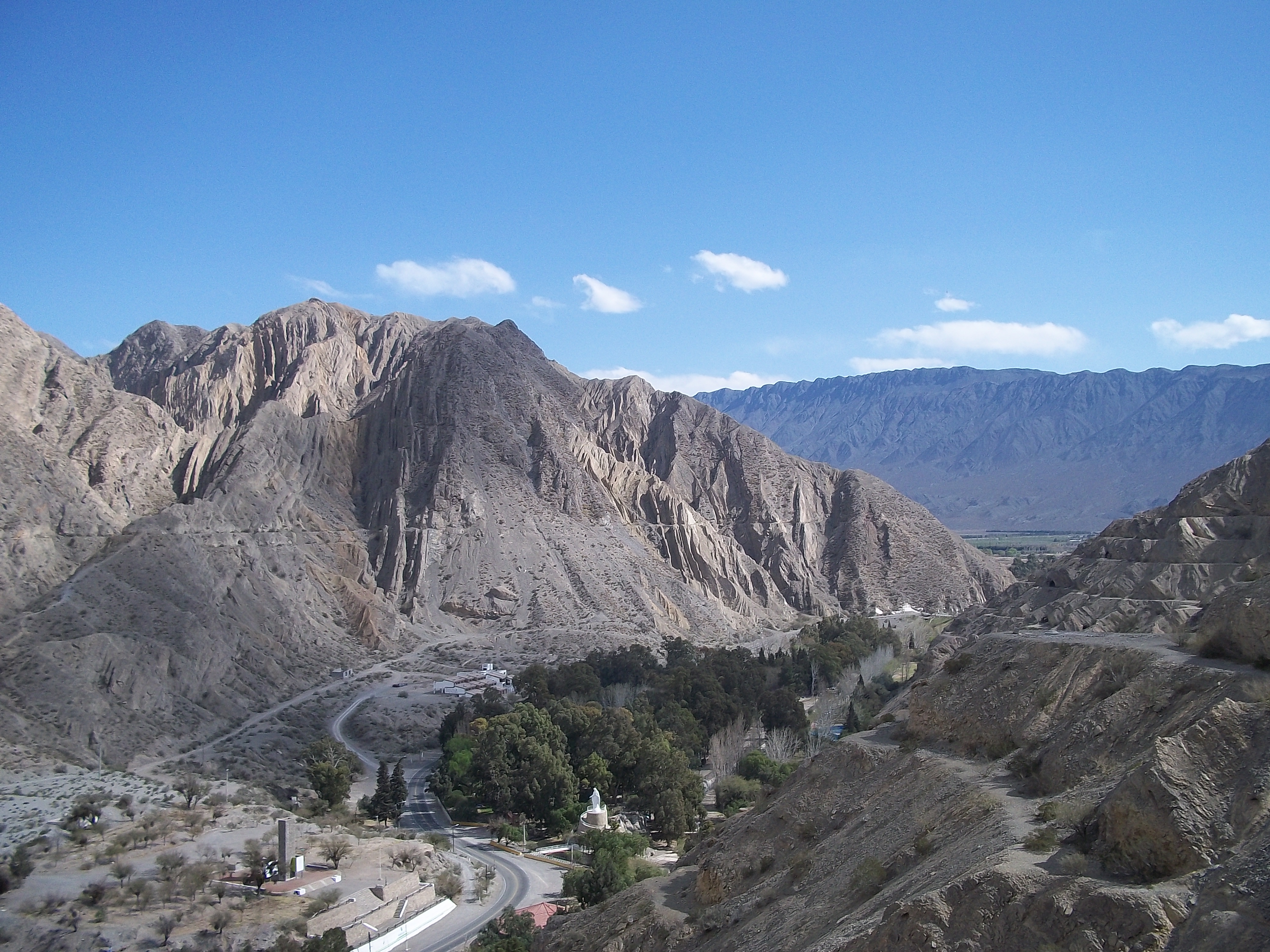
Quebrada del Zonda.
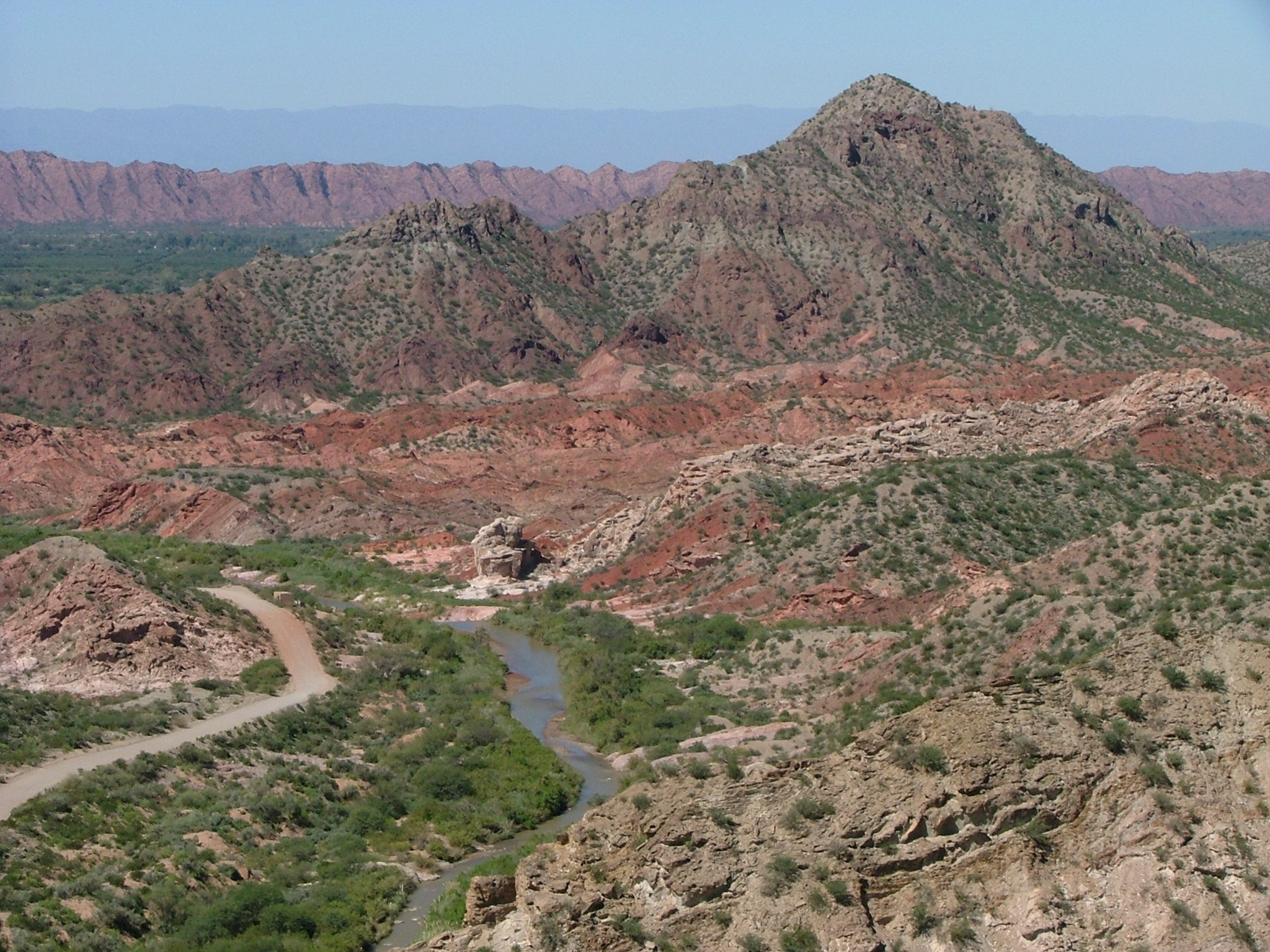
Cuesta de Huaco, Jáchal.
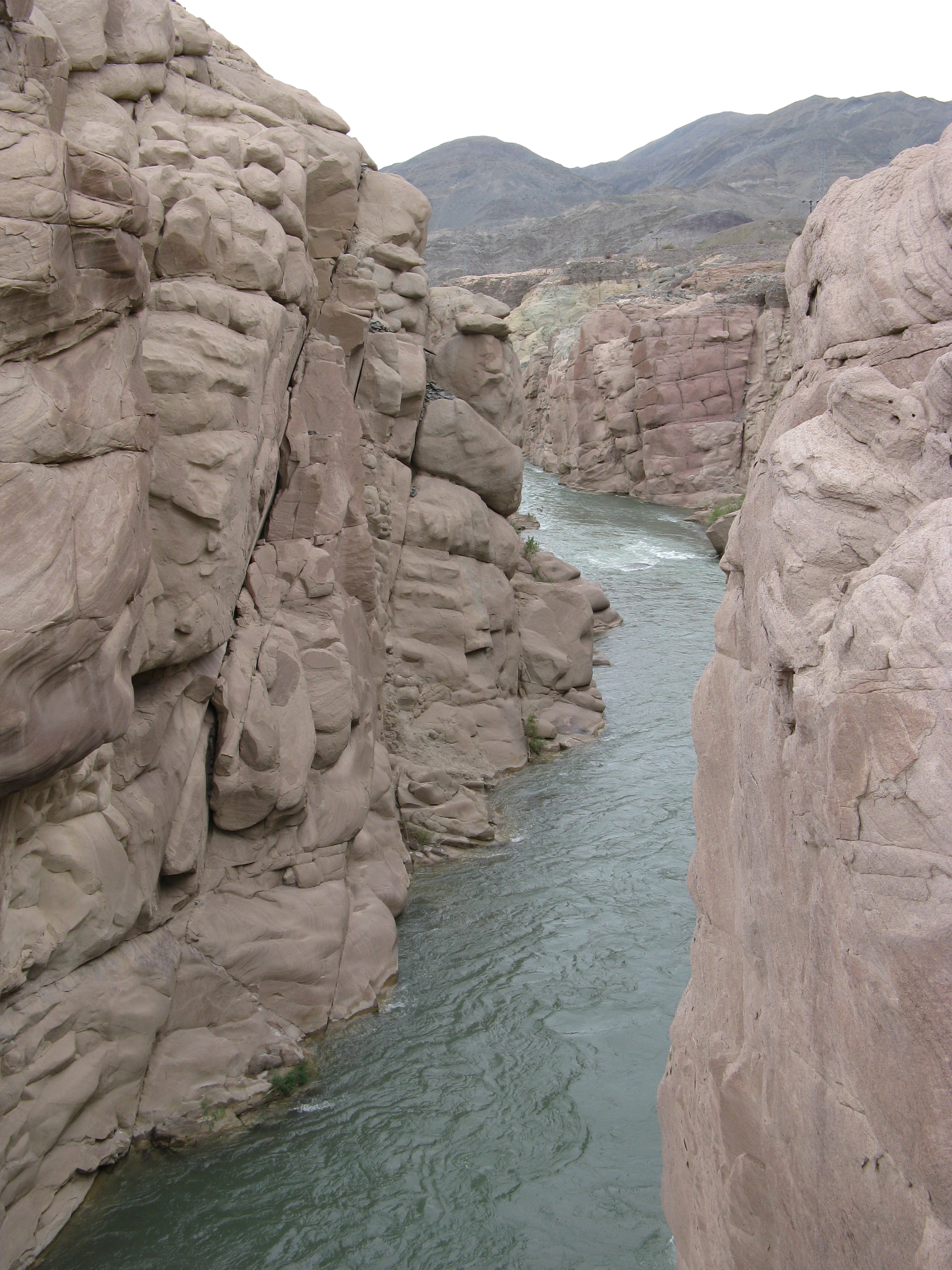
Cañón o Gola del fiume Jáchal nella Precordigliera.
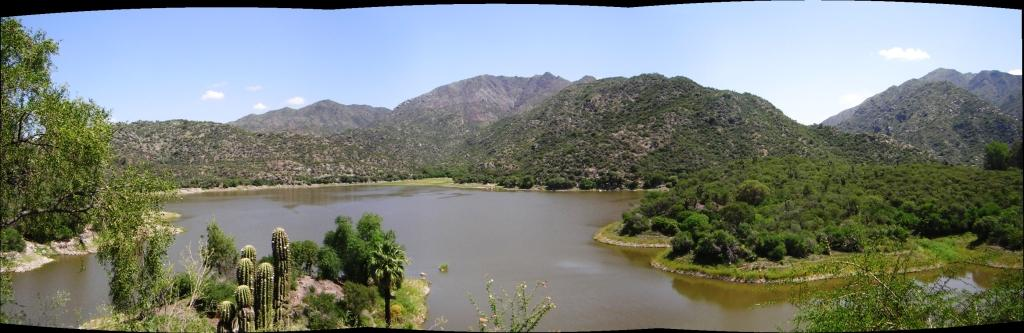
Sierra di Valle Fértil
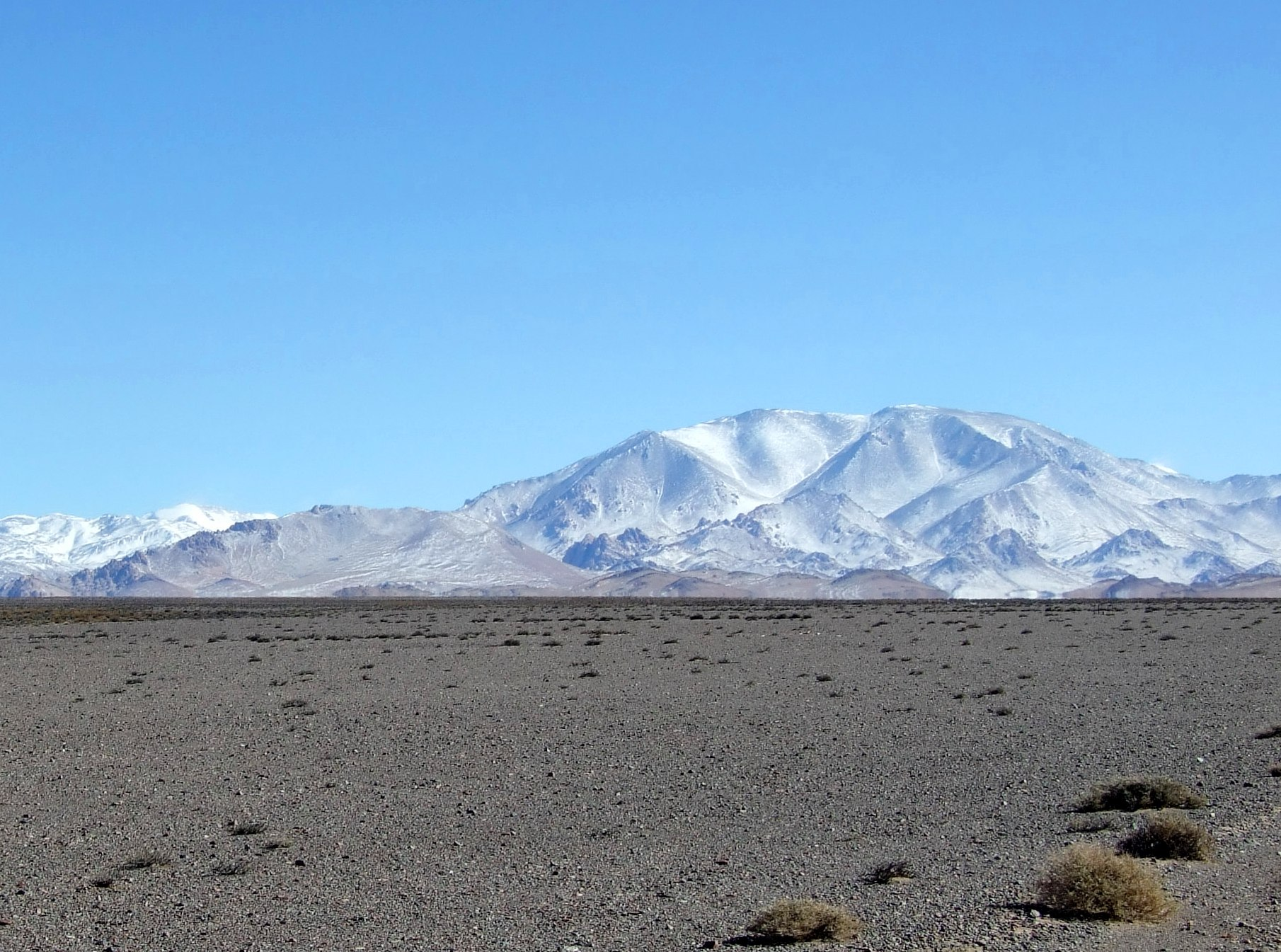
Láno o Llanos de San Guillermo, Iglesia
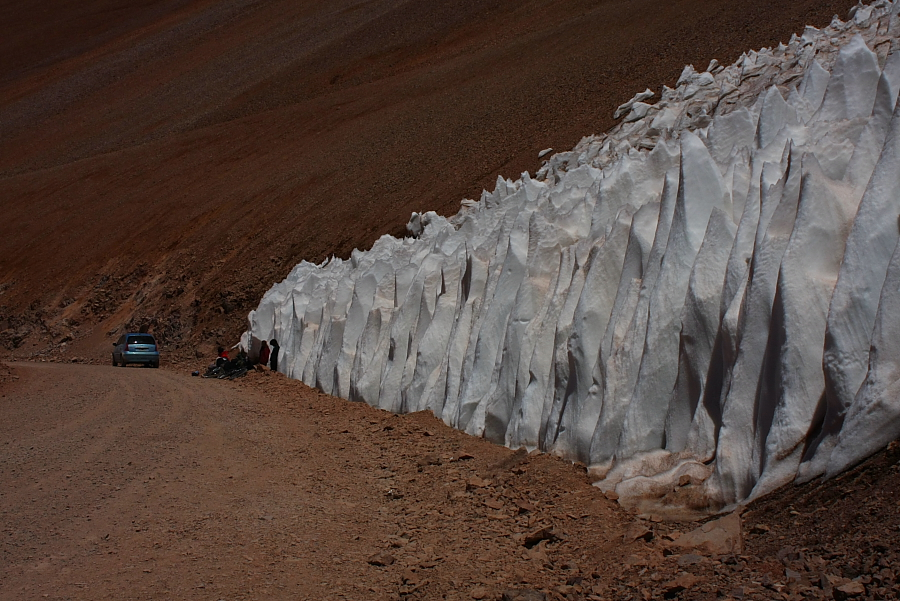
Paso o valico cordiglierano di Agua Negra.
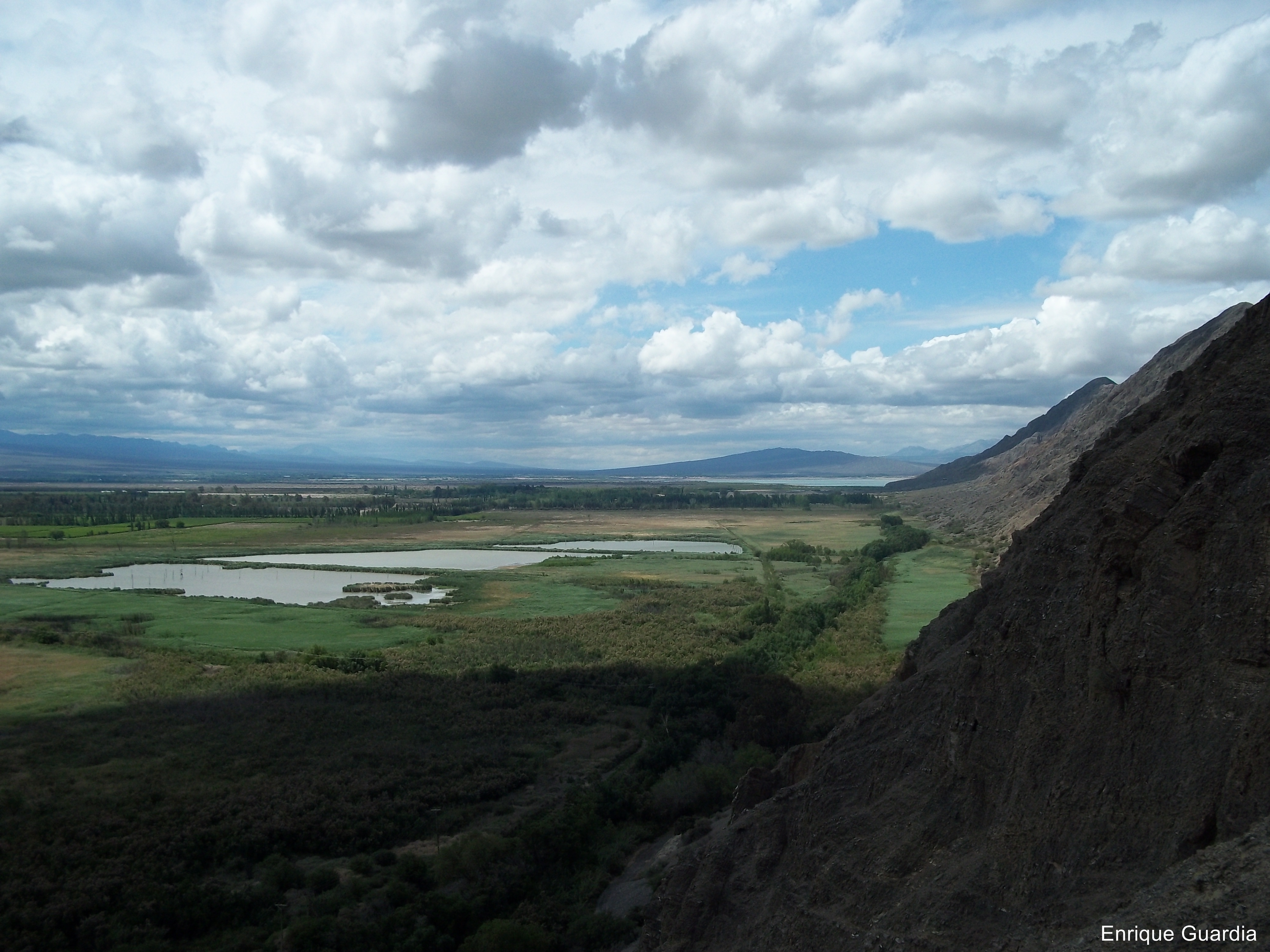
Valle precordiglierana de Zonda

## Dipartimenti
La provincia è divisa in 19 dipartimenti, che coincidono con i 19 municipi censiti nella provincia. Infatti in San Juan dipartimenti e municipi sono la stessa realtà amministrativa; ogni dipartimento/municipio poi è suddiviso in più località (localidades).
1. Dipartimento di Albardón (Albardón)
2. Dipartimento di Angaco (Villa del Salvador)
3. Dipartimento di Calingasta (Calingasta)
4. Dipartimento di Capital (San Juan)
5. Dipartimento di Caucete (Caucete)
6. Dipartimento di Chimbas (Villa Paula Albarracín de Sarmiento)
7. Dipartimento di Iglesia (Rodeo)
8. Dipartimento di Jáchal (San José de Jáchal)
9. Dipartimento di Nueve de Julio (Nueve de Julio)
10. Dipartimento di Pocito (Villa Aberastain)
11. Dipartimento di Rawson (Villa Krause)
12. Dipartimento di Rivadavia (Rivadavia)
13. Dipartimento di San Martín (Villa San Martín)
14. Dipartimento di Santa Lucía (Santa Lucía)
15. Dipartimento di Sarmiento (Villa Media Agua)
16. Dipartimento di Ullum (Ullum)
17. Dipartimento di Valle Fértil (San Agustín del Valle Fértil)
18. Dipartimento di Veinticinco de Mayo (Villa Santa Rosa)
19. Dipartimento di Zonda (Villa Basilio Nievas)